# اس‌اس مالابار (۱۸۵۸)
اس‌اس مالابار (۱۸۵۸) (به انگلیسی: SS Malabar (1858)) یک کشتی بود. این کشتی در سال ۱۸۵۸ ساخته شد.